# Peter Jok
Kacoul Dut Jok, meglio noto come Peter Jok (Khartum, 30 marzo 1994), è un cestista sudsudanese con cittadinanza statunitense.